# Tigré (province)
Pour les articles homonymes, voir Tigré.
Pour la région actuelle, voir Tigré (région).
La province du Tigré est une des anciennes provinces de l'Éthiopie. Depuis 1995, la province est devenue une région mais ses frontières ont été modifiées. Elle est la seule région d'Éthiopie ayant gardé son nom de province.  

## Awrajas
La province était divisée en huit awrajas.
| Awraja        | Capitale administrative | Répartition dans les zones actuelles,                        |
| ------------- | ----------------------- | ------------------------------------------------------------ |
| Adwa          | Adoua                   | - Mehakelegnaw                                               |
| Agame         | Adigrat                 | - Misraqawi                                                  |
| Axum          | Aksoum                  | - Mehakelegnaw                                               |
| Hulet Awlalo  | Wukro                   | - Misraqawi - Zone 2 de la région Afar                       |
| Inderta       | Mekele                  | - Debubawi - Debub Misraqawi (en) - Zone 2 de la région Afar |
| Raya et Azebo | Maychew                 | - Debubawi - Zone 2 de la région Afar                        |
| Shire         | Inda Selassié           | - Mi'irabawi - Semien Mi'irabawi (en)                        |
| Temben        | Abiy Addi               | - Mehakelegnaw                                               |